# كله بالحب (مسلسل)
كله بالحب هو مسلسل تلفزيوني مصري عرض في رمضان 1442هـ/2021م.

## قصة المسلسل
يُجند المحامي صبحي، الفتاة دهب وشقيقها شربيني لكي يشاركاه في عمليات النصب والاحتيال التي يقوم بها، وفي إحدى المرات يطلب صبحي من دهب الزواج من طارق، لكي تستطيع أن تطرد زوجته السابقة من الفيلا، ولكن تأتي الرياح بما لا تشتهي السفن.

## الممثلين
- زينة
- أحمد صلاح السعدني
- صابرين
- سامر المصري
- ريم البارودي
- نور قدري
- مصطفى درويش
- يوسف عثمان
- أحمد الهواري
- هالة فاخر
- سلوى محمد علي
- محسن منصور
- مها أبو عوف
- أحمد الشامي
- رشا بن معاوية
- يسرا المسعودي
- كيرا الصباح
- صالح عبدالنبي
- مراد مكرم
- هاني عبدالحي
- ياسر الرفاعي
- محمد فؤاد
- دينا هريدي
- رنا محمود
- عمرو محمد حسن
- أسماء عبدالحميد
- حبيبة محمد
- رفا الخطيب
- خديجة أحمد
- ياسمين عمر